# Asamblea Nacional de Zimbabue
La Asamblea Nacional de Zimbabue es la cámara baja del parlamento bicameral de Zimbabue. Fue el cuerpo legislativo unicameral desde 1989 hasta 2005, cuando el Senado fue reintroducido. Bajo la Constitución de 1980, 20 de los 100 escaños en la cámara fueron reservados para la minoría blanca, aunque los blancos y otras minorías étnicas son el 5 % de la población del país. Esos escaños fueron abolidos en 1987. El sexto período de la cámara comenzó tras las elecciones del 31 de marzo de 2005. Tenía un total de 150 miembros, de los cuales 120 son elegidos directamente mediante el escrutinio uninominal mayoritario. El presidente de Zimbabue nombra a 12 miembros adicionales y 8 gobernadores de provincias tienen escaños reservados; los 10 restantes son de jefes tribales elegidos por sus pares. El período de cada representantes es de 5 años. Una ley de 2007 que entró en vigor tras las elecciones de 2008 expandió la cámara a 210 escaños. Los miembros nombrados y miembros ex oficio fueron trasladados al Senado. Jacob Mudenda es el presidente de la cámara desde septiembre de 2013.